# Jane Luu
Jane Luu (Jane X. Luu, vietnamsky Lưu Lệ Hằng, * 1963, Saigon, Jižní Vietnam) je vietnamsko-americká astronomka a inženýrka obranných systémů. Je autorkou nebo spoluautorkou mnoha vědeckých článků a publikací.
V roce 2012 jí byla udělena Kavliho cena (společně s Davidem C. Jewittem a Michaelem Brownem) za objev a charakterizaci Kuiperova pásu a jeho největších členů a za práci vedoucí k významnému pokroku v chápání historie naší planetární soustavy. Během let 1995 až 1999 se Jane Luu ve spolupráci s dalšími astronomy podařilo objevit 37 planetek především v Kuiperově pásu a rozptýleném disku. Na její počest byl 1. července 1996 pojmenován nově objevený asteroid hlavního pásu - Phocaea 5430 Luu (M.P.C. 27459).
Jane Luu je nejenom vědkyní, ale zajímá se i o společenské a sociální problémy. Několik let pracovala pro organizaci Save the Children v Nepálu a je členkou Norské akademie věd a literatury.

## Vzdělání a kariéra

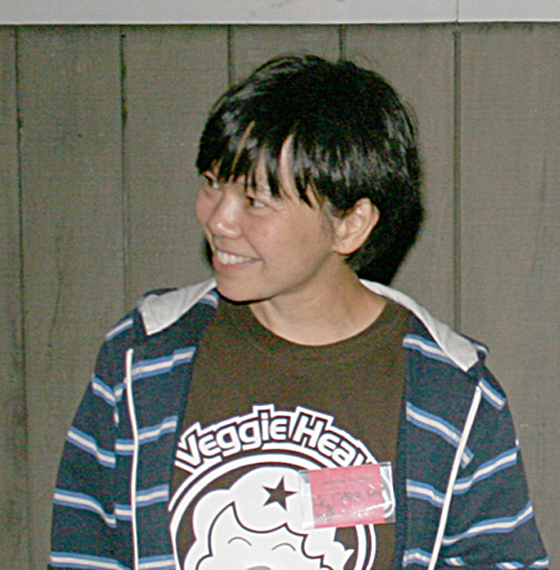
Jane Luu, studentka

Jane Luu se narodila v roce 1963 v Saigonu v Jižním Vietnamu. V roce 1975, když padla jihovietnamská vláda, emigrovala celá její rodiny do Spojených států amerických. Žili v uprchlických táborech a motelech, než se usadili v Kentucky, kde měli příbuzné.
Střední školu absolvovala s vyznamenáním a poté získala stipendium na Stanfordově univerzitě, kde v roce 1984 získala bakalářský titul z fyziky. Poté absolvovala stáž v Jet Propulsion Laboratory v NASA a ta ji inspirovala ke studiu astronomie.
V roce 1992 Jane Luu obdržela Hubbleovo stipendium od Space Telescope Science Institute a jako hostitelskou instituci si vybrala Kalifornskou univerzitu v Berkeley.
Doktorát získala v roce 1992 na Massachusettském technologickém institutu za svůj hlavní doktorský projekt, ve kterém se zabývala vazbami mezi asteroidy a kometami.
Od roku 1994 pracovala jako odborná asistentka na Harvardově univerzitě v USA a působila jako profesor na Leidenské univerzitě v Nizozemsku. Po svém pobytu v Evropě se vrátila do Spojených států a pracovala jako vedoucí vědecká pracovnice v Lincolnově laboratoři na MIT. Zde se zaměřovala na projekty obranného průmyslu, konkrétně na systémy LIDAR (Light Detection And Ranging), což je metoda dálkového měření vzdálenosti na základě výpočtu doby šíření pulsu laserového paprsku odraženého od snímaného objektu.

## Objevy

Hlavní pás planetek je oblast sluneční soustavy, která se nachází v oblasti mezi oběžnými dráhami Marsu a Jupitera.

- Jane Luu ještě během studia spolupracovala s Davidem C. Jewittem na pozorování oblasti za oběžnou dráhou Neptunu, o které se dříve věřilo, že neobsahuje žádné objekty.[8] V roce 1992 po pěti letech pozorování pomocí 2,2 metrového dalekohledu na Havajské univerzitě na observatoři Mauna Kea objevili první neznámý objekt. Nazvali ho Smiley (česky Smajlík), ale oficiální název je (15760) 1992 QB1. Postupně objevili a popsali pás planetek, který se nachází od oběžné dráhy Neptunu až do vzdálenosti přibližně 55 astronomických jednotek od Slunce.[9][10] Jde o podobné seskupení těles, jako je hlavní pás planetek, ovšem mnohem větší (asi 20krát širší a 20–200krát hmotnější). Tento pás nyní nese název Kuiperův pás podle nizozemsko - amerického astronom Gerarda Kuipera, který jej předpověděl již v roce 1951.

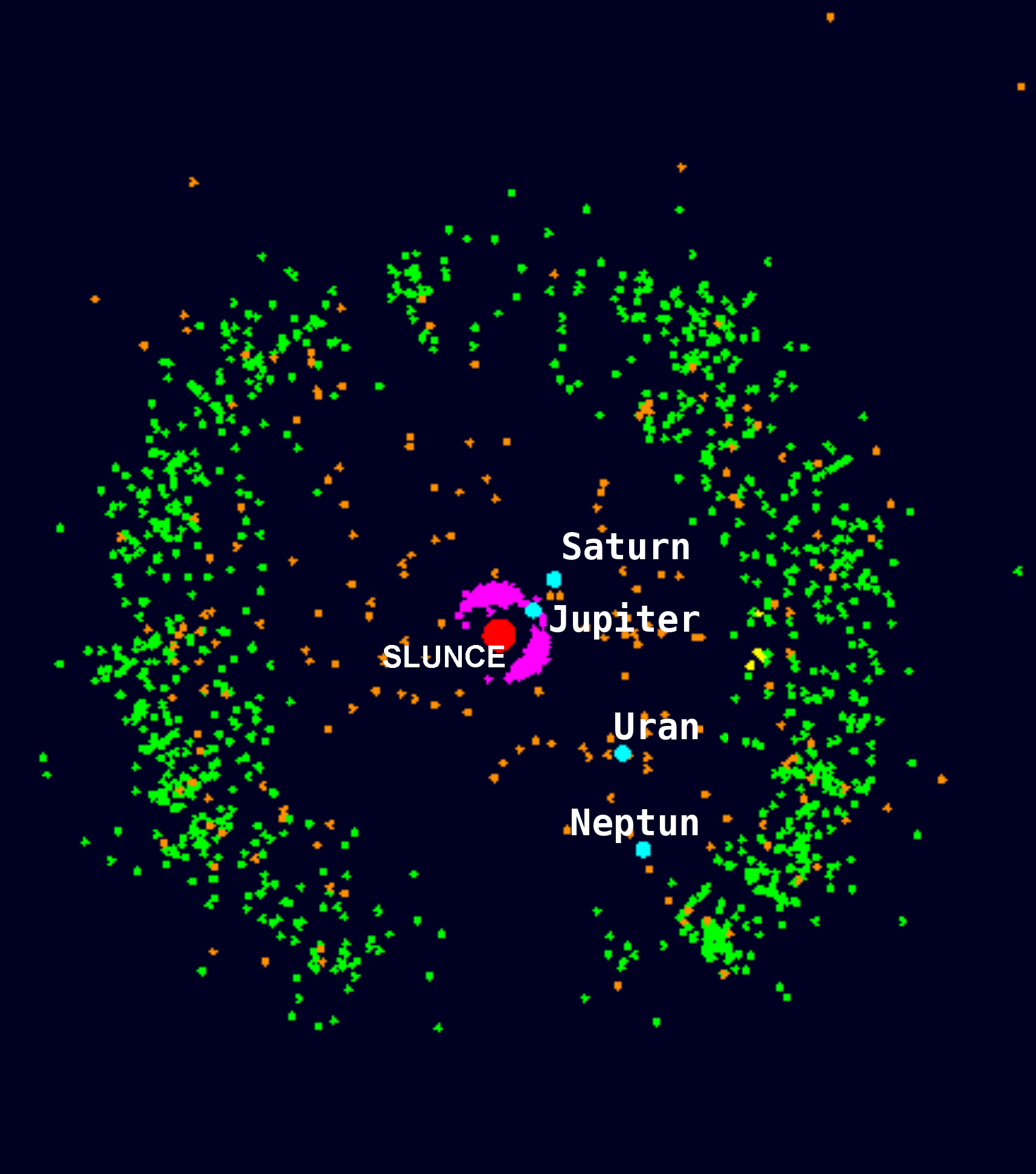
Kuiperův pás planetek je oblast sluneční soustavy, která se nachází za oběžnou dráhou Neptunu až do vzdálenosti přibližně 55 astronomických jednotek od Slunce.

- Kuiperův pás planetek je oblast sluneční soustavy, která se nachází za oběžnou dráhou Neptunu až do vzdálenosti přibližně 55 astronomických jednotek od Slunce.V prosinci 2004 Jane Luu a David C. Jewitt oznámili objev krystalického vodního ledu na planetce Quaoar, která byla v té době největším známým objektem Kuiperova pásu. Našli také náznaky hydrátu amoniaku. Vyslovili teorii, že led se vytvořil v podzemí a obnažil se po srážce s jiným objektem Kuiperova pásu někdy v posledních několika milionech let.[11]
- Během let 1995 až 1999 se Jane Luu ve spolupráci s dalšími astronomy podařilo objevit 37 planetek především v Kuiperově pásu a rozptýleném disku. Planetka je astronomický objekt na přímé oběžné dráze kolem Slunce, který není klasifikován výhradně jako planeta ani jako kometa. V roce 2022 bylo známo 1 131 201 planetek a další na svůj objev teprve čekají.

## Osobní život
Se svým manželem Ronniem Hoogerwerfem, který je také astronomem, se seznámila na univerzitě v Leidenu v Nizozemsku. Mají spolu jedno dítě. Jane Luu ráda cestuje, věnuje se různým outdoorovým aktivitám a hraje na violoncello.

## Ocenění
- V roce 1991 Americká astronomická společnost udělila Jane Luu cenu Annie J. Cannon Award za astronomii.
- V roce 2012 získala (spolu s Davidem C. Jewittem z Kalifornské univerzity v Los Angeles) Shawovu cenu za objev a charakterizaci transneptunických těles, archeologického pokladu sahajícího až do doby formování sluneční soustavy a dlouho hledaného zdroje krátkoperiodických komet.[12]
- V roce 2012 obdržela Kavliho cenu[13][7] (spolu s Davidem C. Jewittem a Michaelem Brownem) za objev a charakterizaci Kuiperova pásu a jeho největších členů, za práci vedoucí k významnému pokroku v chápání historie naší planetární soustavy.[14][15][16]

## Publikace
- NASA Astrophysics Data System publication listing, obsahuje více než 200 publikací
- LUU, Jane; D.C. JEWITT; C. TRUJILLO. Water ice in 2060 Chiron and its implications for Centaurs and Kuiper Belt objects. Astrophysical Journal. 2000, s. L151–L154. doi:10.1086/312536. PMID 10688775. S2CID 9946112. Bibcode 2000ApJ...531L.151L. arXiv astro-ph/0002094.
- LUU, Jane; D.C. JEWITT. Deep Imaging of the Kuiper Belt with the Keck 10-Meter Telescope. Astrophysical Journal. 1998, s. L91–L94. doi:10.1086/311490. Bibcode 1998ApJ...502L..91L.
- LUU, Jane; B. MARSDEN; D.C. JEWITT; C. TRUJILLO; C. HEGENROTHER; J. CHEN; W. OFFUTT. A New Dynamical Class of Object in the Outer Solar System. Nature. 1997, s. 573. doi:10.1038/42413. S2CID 4370529. Bibcode 1997Natur.387..573L.
- LUU, Jane; D.C. JEWITT. Color Diversity among the Centaurs and Kuiper Belt Objects. Astronomical Journal. 1996, s. 2310–2318. doi:10.1086/118184. Bibcode 1996AJ....112.2310L.
- LUU, Jane; D.C. JEWITT. High Resolution Surface Brightness Profiles of Near-Earth Asteroids. Icarus. 1992, s. 276–287. doi:10.1016/0019-1035(92)90134-S. Bibcode 1992Icar...97..276L.
- LUU, Jane. CCD Photometry and Spectroscopy of Outer Jovian Satellites. Astronomical Journal. 1991, s. 1213–1225. doi:10.1086/115949. Bibcode 1991AJ....102.1213L.
- Crystalline Ice on Kuiper Belt Object (50000) Quaoar (článek ve spolupráci s Davidem Jewittem, publikován 9. prosince 2004 ve vydání magazínu Nature)
- The Shape Distribution of Kuiper Belt Objects (článek ve spolupráci s Pedrem Lacerdou, červen 2003)
- Comet Impact on McMaster (prezentace, listopad 2001)
- Accretion in the Early Kuiper Belt I. Coagulation and Velocity Evolution (článek ve spolupráci se Scottem J. Kenyonem, publikováno v květnu 1998 v Astronomical Journal)
- Optical and Infrared Reflectance Spectrum of Kuiper Belt Object 1996 TL66 (článek ve spolupráci s D. C. Jewittem, leden 1998)